# Black Leopards Football Club
O Black Leopards Football Club é um clube de futebol de Polokwane, da África do Sul, fundado em 1896. Atualmente disputa a Premier Soccer League.